# Kusayanagi Satoshi
Satoshi Kusayanagi (sinh ngày 3 tháng 4 năm 1977) là một cầu thủ bóng đá người Nhật Bản.

## Sự nghiệp câu lạc bộ
Satoshi Kusayanagi đã từng chơi cho Yokohama Marinos.